# قضاة عظماء (مسلسل)
قضاة عظماء هو مسلسل تلفزيوني مصري، يتناول السيرة الذاتية لعشرة قضاة في فترة حكم الخلافة العبَّاسية.
تحكي القصة الأولى عن القاضي سليمان بن الأسود، حيث يشتكي سكان المدينة من الدخان الصادر من الفرن للقاضي فاقترح عليهم أن يذهبوا إلى العالم عباس بن فرناس، يختصم أحد الأشخاص الأمير عبدالله يوسف بن بسيل للقاضي سليمان بأنه أخذ حقه وحق أشقائه في ورث والدهم ويأمر القاضي باحضاره.

## طاقم العمل

### الجزء الأول - 2016
- كمال أبو رية (القاضي سليمان بن الأسود)
- أحمد ماهر (القاضي أبو بكر الأنصاري)
- حسن يوسف

- طارق الدسوقي (القاضي عياض أبو الفضل)
- سامح الصريطي
- أشرف عبد الغفور (القاضي شريك بن عبد الله النخعي)

- أحمد عبدالعزيز (القاضي إياس بن معاوية)
- فراس إبراهيم (القاضي ابن دقيق العيد)
- جمال عبد الناصر (القاضي شريح بن الحارث)
- أحمد راتب
- أحمد منير
- أشرف طلبة
- عبد اللطيف الطحاوي
- عاطف سعيد
- سيد جبر
- محمد الملاح
- أحمد قمر
- منقذ الأسود
- ناني الديب
- أحمد البنهاوي
- محمد سلامة
- كريم عبد الكريم (كاتب المحكمة)
- حسن عيد
- أحمد عاشور
- محمد سمير
- شريف العجمي
- محمد الأطوني (ضباعة)
- محمد العدل
- محمد رمزي
- سمير عمر
- معن ديركي
- محمد عباس
- شريف البردويلي
- صابر الباسوسي
- عبد الرحمن أبو القاسم
- عثمان محمد علي
- سعيد المغربي
- حلمي فودة
- وسام البريحي
- محمد البياع
- يوسف أيمن (طفل)
- رامي عادل
- حسن نوح
- محمد عبد العزيز
- عنبر
- عصام مصطفى
- يوسف ممدوح
- محمد وجيه
- مصطفى الشامي
- جلال العشري
- شيرين سيف النصر
- خالد نجيب
- أحمد فوزي
- شريف عواد
- عزت زين
- فكري سليم
- علي جمال الدين
- علي حسن
- ميار الببلاوي
- شمس الشرقاوي
- أحمد رشاد
- محمد أيمن (طفل)
- علي أمين
- شريف محمد
- محمد هاشم
- حمدي شريف
- محمد العزيزية
- أحمد العشري
- كريم محمد
- هشام عادل
- شريهان قطب
- هاني عبدالحي
- عبد السلام الدهشان
- عبدالرحمن السبكي
- محمد البنهاوي
- عبد المنعم المرصفي
- أحمد الرافعي
- محمد الشربيني
- خالد عبدالسلام
- أكرم وزيري
- باسم قهار
- عادل أنور
- أحمد هاشم
- عاصم رمضان
- محمد السيد
- وليد عادل
- محمود حمدان
- لبنى ونس
- أحمد صادق
- أكرم الألفي
- محمد العزايزي (عبد المؤمن بن علي)
- أحمد صبري غباشي (علي الصدفي)
- يوسف محيي الدين (الأمير عبد الملك بن مروان)
- سيد الديب
- محمد سراج الدين
- محمد حسن رمضان

### الجزء الثاني - 2017
- أحمد عبد العزيز (القاضي ابن عين الدولة)
- حسن يوسف (قاضي القيروان)
- سوزان نجم الدين (ثريا)
- طارق الدسوقي (الملك الكامل)
- أشرف طلبة  (جوبيه / رستم)
- حسام فارس  (جعفر)
- حسناء سيف الدين (الأميرة عجيبة)
- كامل إبراهيم (أرشد)
- سيد جبر (إدريس)
- أحمد صبري غباشي (الأمير هشام)
- شريف عواد (صلاح الدين)
- كاريمان مهدي (عبير)